# Киселёв, Николай Иванович (полный кавалер ордена Славы)
Никола́й Ива́нович Киселёв (20 декабря 1924, село Новинка, Тверская губерния — 5 июня 1980, город Рудный, Кустанайская область) — ветеран и герой Великой Отечественной войны, полный кавалер ордена Славы.

## Биография
Родился на Тверской земле, в старинном русском селе Новинка в крестьянской семье. В возрасте 10 лет (в 1934 году) с родителями переехал на цинковый рудник Акжал Казахской АССР (РСФСР). Здесь Николай Киселёв окончил 9 классов неполной средней школы и, как и его сверстники, с ранней юности начал работать.
К началу Великой Отечественной войны Николаю исполнилось 17 лет. В ряды Красной Армии он был призван Жарминским райвоенкоматом Семипалатинской области КазССР в августе 1942 года в возрасте 18 лет. Был направлен на краткосрочные курсы сапёров, по окончании которых отправлен на фронт. В действующей армии, на передовой — с февраля 1943 года. Воевал в составе Центрального, затем 1-го Украинского и 4-го Украинского фронтов.
Дивизия, куда он был направлен, входила в состав Центрального фронта, оборонявшего северный фас Курского выступа. Днём и ночью трудились сапёры, укрепляя оборонительные рубежи. Перенимая опыт старших товарищей, самоотверженно работал и гвардии красноармеец Николай Киселёв — рыл окопы, строил командно-наблюдательные пункты, убежища, блиндажи, ставил мины. В первые дни Курской битвы группа сапёров, в которой был Н. И. Киселёв, выполняла боевые задачи на участке 203-го гвардейского стрелкового полка. Саперы вместе со стрелками участвовали в отражении атак противника. Первую боевую награду — медаль «За отвагу» — Николай Киселёв заслужил в боях за Правобережную Украину. За участие в освобождении Львова командование наградило его второй медалью «За отвагу». После боёв на Дуклинском перевале на его груди засверкал орден Красной Звезды.
За время службы Николай Киселёв неоднократно отличился в боях с фашистскими захватчиками, проявил личное мужество. Прошёл трудный боевой путь от обороны городов СССР до освобождения оккупированных территорий РСФСР, Украинской ССР, Польши, Чехословакии. Не раз был ранен. Войну закончил в звании гвардии старшины.
После войны в 1947 году был демобилизован из армии, вернулся в Казахстан. В 1951 году в Томске (РСФСР) окончил Томский индустриальный техникум. Затем жил и работал в городе Рудный Кустанайской области Казахской ССР. С 1958 года и до последнего дня своей жизни был главным маркшейдером в Соколовском рудоуправлении.
Русский. Член ВКП(б)/КПСС с 1944 по 1980.
Умер на 56-м году жизни 5 июня 1980 года. Похоронен в городе Рудном Кустанайской области Каз. ССР (ныне — Костанайская область Казахстана).

## Подвиги
- В январе 1945 года дивизия вела боевые действия на Краковском направлении. Сапёры, действуя в составе штурмовых групп, разграждали минные поля, блокировали и подрывали долговременные оборонительные сооружения. Командир отделения 77-го гвардейского отдельного саперного батальона (70-я гвардейская стрелковая дивизия, 38-я армия, 4-й Украинский фронт) гвардии сержант Николай Киселёв с отделением с 20-го по 23-е января 1945 года при прорыве обороны противника в 10 км северо-западнее города Бельско-Бяла (Польша), проделывая проходы в минных полях и проволочных заграждениях, обезвредил 180 противотанковых и противопехотных мин. Приказом от 27.01.1945 награждён орденом Славы III-й степени (№ 247409).
- В феврале 1945 года во время боёв в низовьях реки Вислы в районе населённого пункта Рыхулд (6 км юго-западнее города Струмень, Польша) передовые подразделения дивизии захватили небольшой плацдарм на западном берегу. 15-го февраля 1945 года при отражении контратаки противника гвардии сержант Н. И. Киселёв, заменив тяжелораненого командира, поднял взвод в атаку. В рукопашной схватке и огнём из личного оружия сапёры истребили свыше восьмидесяти гитлеровцев, из них пятнадцать лично Киселёв. За два дня боёв в том же районе, вместе со взводом, он отразил 8 контратак противника, удержав захваченные позиции на левом берегу реки Висла. Приказом от 29.03.1945 за умелое руководство подчиненными и личную храбрость гвардии сержант Киселёв Николай Иванович награждён орденом Славы II-й степени (№ 19010).
- В ночь на 1-е мая 1945 года в ночном бою у населённых пунктов Витковице и Забржег на реке Одра (Чехословакия) гвардии старший сержант Н. И. Киселёв возглавил оборону взвода. Гранатами и огнём из автомата истребил свыше 10 фашистских солдат, подавил огневую точку противника. На рассвете первым поднялся в атаку, увлекая за собой бойцов. В схватке был ранен в ногу, но не покинул поля боя. Продолжал руководить подразделением и лично уничтожил ещё 6 вражеских солдат. Только после того, как враг отступил, разрешил отправить себя в медсанбат. Указом Президиума Верховного Совета СССР от 15 мая 1946 года за образцовое выполнение заданий командования в боях с немецко-фашистскими захватчиками на завершающем этапе Великой Отечественной войны гвардии старший сержант Н. И. Киселёв награждён орденом Славы I-й степени. (№ 1567).

Получив в боях 3 звезды солдатской Славы, Николай Иванович Киселёв стал солдатом-героем, полным Кавалером Ордена.

## Награды
- 3 ордена Славы: III-й степени (27.01.1945), II-й степени (29.03.1945), I-й степени (15.05.1946).
- 2 медали «За отвагу»
- орден Красной Звезды
  - послевоенные медали СССР
- медали Польши, Чехословакии («За храбрость»), СССР.

## Память
- Имя Николая Ивановича Киселёва представлено на Памятной стеле томичей-героев на аллее Боевой славы томичей в Лагерном саду города Томска.
- Нет информации о памяти Героя на его родине — в Тверской области, а также на местах боёв.

## Информация в Интернет
- Информация в Томской Википедии
- Равнение на Победу. Томская область — Герои войны
- Костанайцы — герои Великой Отечественной войны (2008) Фото 1950-х гг.
- Портал «Все герои войны». Киселёв Николай Иванович, полный кавалер Ордена Славы. Биография, фото 1950-х гг.
- 20-го декабря родились… (Текст и фото, аналогичные тексту портала «Все герои войны»), 2009.
- Сайт о полётах, авиации и о страницах Великой войны. (Текст и фото, аналогичные тексту портала «Все герои войны»), 2009.
- Жарминцы гордятся своими земляками — Героями (2010) (недоступная ссылка)